# 玉智英
玉智英（韓語：옥지영，1980年10月13日—），韓國女演員。2001年通過電影《貓咪少女》出道，并凭借该片获得第9届春史电影奖的最佳女主角。2017年因諸事不順將本名改為玉高雲（옥고운），2020年出演《火鳥2020》時活動名改回玉智英。

## 演出作品

### 電視劇
- 2004年：KBS《對不起，我愛你》飾演 宋淑彩
- 2006年：MBC《你來自哪顆星》飾演 鄭善靜
- 2006年：KBS《葡萄園之戀》[7]
- 2007年：MBC《拍賣行》飾演 劉敏英
- 2008年：MBC《Life特別調查團》
- 2008年：KBS《戀愛結婚》飾演 尹河菘
- 2010年：KBS《富翁的誕生》飾演 房順靜
- 2015年：MBC《心情好又暖》飾演 車熙羅
- 2017年：SBS《甜蜜的冤家》[8]
- 2019年：ONC《Kill It》飾演 尹智慧
- 2020年：SBS《火鳥2020》飾演 南福子

### 電影
- 2001年：《貓咪少女》
- 2004年：《靈異人形館》
- 2004年：《醜男大翻身》
- 2006年：《誘惑老闆100招》
- 2007年：《Go Go Sister》
- 2007年：《七日綁票令（朝鲜语：세븐 데이즈 (2007년 영화)）》飾演 崔京淑
- 2008年：《第六年戀愛中》
- 2010年：《離家的男人》
- 2012年：《我的PS搭檔》
- 2017年：《女教師》[9]
- 2020年：《魂：恐怖的開始（朝鲜语：혼: 공포의 시작）》飾演 李薔珠
- 2023年：《或许我们分手了》饰演 熙秀
- 待定：《这必须是个秘密》（비밀일 수밖에）[10]

### 舞台剧
- 2019年：《20世纪作家》[11]

## 奖项荣誉
| 年份   | 颁奖礼          | 奖项       | 作品         | 结果 | 参考   |
| ------ | --------------- | ---------- | ------------ | ---- | ------ |
| 2001年 | 第9届春史電影獎 | 最佳女主角 | 《貓咪少女》 | 獲獎 | [ 12 ] |

## 外部連結
- 玉智英的Instagram帳戶
- 玉智英在NAVER上的资料
- 玉智英在韩国电影数据库（KMDb）上的資料（韓語）
- 玉智英在互联网电影资料库（IMDb）上的資料（英文）
- 玉智英在HanCinema的頁面（英文）